# 칠량동초등학교
칠량동초등학교는 대한민국 전라남도 강진군 칠량면 장계로 419 (단월리)에 있었던 공립 초등학교이다.

## 연혁
- 1938년 6월 15일 칠량공립보통학교 부설 명월간이학교 설립
- 1944년 11월 30일 칠량동공립국민학교로 승격
- 1947년 4월 30일 칠량동국민학교로 개칭
- 1983년 3월 3일 병설유치원 개원
- 1996년 3월 1일 칠량동초등학교로 개칭
- 1999년 9월 1일 폐교 (52회 2,695명)